# 獲得性皮膚鬆弛症
獲得性皮膚鬆弛症是一種非常罕見的後天性皮膚問題，患者的皮膚會比實際年齡提早出現鬆弛。這種病症的成因現時仍然不明，因為現時在全世界的病例裡，“近20年中僅有不足10例病例记载”。估計這種問題與使用不合規格或不正確使用護膚產品而引起。這問題現時除了採用近似拉皮的手法，把鬆弛出來的多餘皮膚割掉以外，別無他法。不過由於皮膚不能保持緊緻，手術後的皮膚又會很快變得鬆弛。

## 參看
- 遺傳性皮膚鬆弛症
- 肉芽性皮膚鬆弛症（英语：Granulomatous slack skin）